# Мультиферроики
Мультиферроиками или сегнетомагнетиками называют материалы, в которых сосуществуют одновременно два и более типов «ферро» упорядочения: ферромагнитное (англ. ferromagnetic), сегнетоэлектрическое (англ. ferroelectric) и сегнетоэластичность (англ. ferroelastic).

## История
Впервые предположение о возможности сосуществования магнитного и электрического порядка в одном кристалле было сделано Пьером Кюри, теоретически показавшем, что в кристаллах с определённой симметрией могут одновременно существовать магнитное и электрическое упорядочения. 

Экспериментально такие соединения были обнаружены в середине XX века и названы сегнетомагнетиками. В 1958 году группа ленинградских физиков во главе с Г. А. Смоленским в Физико-техническом институте им. А. Ф. Иоффе обнаружила ряд сегнетоэлектриков со структурой перовскита и значительным содержанием ионов железа. Последнее обстоятельство дало основание надеяться, что эти соединения могут быть одновременно сегнетоэлектриками и ферро(антиферро)магнетиками. В 1961 году был получен первый образец поликристалла Pb (Fe2/3W1/3)O3, соединивший в себе сегнетоэлектрическое и антиферромагнитное упорядочения.. Название «мультиферроики» закрепилось после обзорной статьи Ганса Шмидта с соответствующим названием. Стоит заметить, что если термин «сегнетомагнетики» означал сосуществование ферро(антиферро-)магнитного и сегнетоэлектрического порядка, то термин «мультиферроики», в принципе, более общий и обозначает сосуществование любых двух «ферро» упорядочений (например, сегнетоэластичности). Однако зачастую понятие «мультиферроики» употребляется в более узком смысле, тождественном значению термина «сегнетомагнетики».
 В течение длительного времени мультиферроики являлись узкой и не слишком популярной областью исследования, однако с начала XXI века интерес к ним значительно возрос.

## Связь между магнитным и электрическим упорядочениями
В мультиферроиках, помимо свойств, характерных для каждого типа упорядочения в отдельности (спонтанная намагниченность, магнитострикция, спонтанная поляризация и пьезоэлектрический эффект) присутствуют свойства, связанные с взаимодействием электрической и магнитной подсистем:
1. Магнитоэлектрический эффект (индуцированная магнитным полем электрическая поляризация и индуцированная электрическим полем намагниченность)
2. Эффект магнитоэлектрического контроля (переключение спонтанной поляризации магнитным полем и спонтанной намагниченности электрическим полем)
3. Магнитодиэлектрический эффект или «магнитоёмкость» (изменение диэлектрической постоянной под действием магнитного поля).

## Проблема пустых оболочек
Наиболее перспективными кандидатами в мультиферроики являются перовскиты. Среди них есть множество магнитных материалов, кроме того такой структурой обладают классические сегнетоэлектрики (например, BaTiO3 или (PbZr)TiO3). Однако мультиферроиков со структурой перовскита немного. Причина заключается в следующем: традиционные сегнетоэлектрики содержат ионы переходных металлов с пустыми d-оболочками (как Ti4+ в BaTiO3). Пустые «d-0» состояния используются для создания сильной ковалентной связи с окружающими ионами кислорода. При низких температурах иону переходного металла оказывается более выгодным сдвинуться из центра октаэдра к одному из кислородов и образовать с ним сильную связь, чем поддерживать слабую связь со всеми кислородами одновременно. За счёт этого смещения и возникает сегнетоэлектрическое упорядочение. Для появления же магнетизма нужно, чтобы на d-оболочках находились неспаренные электроны.

## Типы мультиферроиков
Если механизм возникновения ферро- или антиферромагнитного упорядочения одинаков для всех магнетиков и связан обменным взаимодействием электронов d и f орбиталей, то механизмы возникновения сегнетоэлектрического для разных мультиферроиков могут быть совершенно различны. В связи с этим можно вести речь о разных типах мультиферроиков. Существуют два основных типа мультиферроиков:

### Мультиферроики I типа
Магнетизм и сегнетоэлектричество возникают независимо друг от друга.

Мультиферроики первого типа исследуются дольше, их открыто большее количество. Для них температура магнитного упорядочения ниже температуры электрического упорядочения. Величина поляризации достаточно высока (~10 — 100 мКл/см2). Однако связь между двумя типами упорядочения слаба.
Ниже приведены некоторые механизмы возникновения сегнетоэлектрического упорядочения в мультиферроиках I типа.
- Смешанные перовскиты

Можно просто перемешать системы с магнитными ионами и ионами с пустыми d-оболочками. По этому пути пошли Смоленский и его группа, получившие целый ряд мультиферроиков (Pb(Fe2/3W1/3)O3, Pb(Fe1/2Nb1/2)O3, Pb(Co1/2W1/2)O3), которые были сегнетоэлектриками и антиферромагнетиками одновременно.
- Одиночные пары

В некоторых перовскитах за сегнетоэлектрическое упорядочение отвечает не ион переходного металла, а А-ион. Это случается, например, в BiFeO3, BiMnO3 или PbVO3, имеющих в своей структуре в качестве А-ионов Bi3+ или Pb2+. В них есть два 6s2 электрона, называемые одиночной парой, которые не участвуют в образовании химической связи. При упорядочении этих ненасыщенных связей происходит переход в сегнетоэлектрическое состояние.
- Зарядовое упорядочениеМеханизм зарядового упорядочения. Чёрными стрелками показано направление локальной поляризации, красной стрелкой — направление суммарной поляризации

Механизм зарядового упорядочения. Чёрными стрелками показано направление локальной поляризации, красной стрелкой — направление суммарной поляризации

Принцип возникновения сегнетоэлектричества за счёт зарядового упорядочения пояснён на рисунке справа.

На (а) изображена однородная цепочка атомов, все они эквивалентны и электрически нейтральны.
На (б) изображена цепочка разноимённо заряженных ионов, то есть появилось зарядовое в узлах. Такое упорядочение не нарушает инверсную симметрию, так что система в целом дипольного момента не имеет.

При димеризации системы может сложиться ситуация, изображённая на (в). Узлы остаются эквивалентными, но связи между узлами неодинаковы: одни более сильные, другие более слабые, то есть распределение электронной плотности неравномерное. Между связями с разной величиной заряда возникает дипольный момент, реализуется зарядовое упорядочение на связях. Однако инверсная симметрия не нарушается и система остаётся неполярной. 

Случай сосуществования зарядового упорядочения в узлах и на связях изображён на (г). Теперь в цепочке присутствуют противоположно направленные диполи разной величины. Инверсная симметрия нарушается, в результате чего система становится сегнетоэлектрической.

### Мультиферроики II типа
Появление сегнетоэлектрического упорядочения является следствием существования магнитного упорядочения.

Мультиферроикам второго типа свойственны низкие температуры упорядочения. Поскольку сегнетоэлектричество появляется вследствие магнитного упорядочения, температура сегнетоэлектрического перехода всегда ниже температуры магнитного перехода. Величина поляризации низкая (~10−2 мКл/см2). Связь между двумя типами упорядочения сильная.
- Появление сегнетоэлектричества в коллинеарных магнетиках

Для появления сегнетоэлектрического порядка в коллинеарных магнетиках требуется присутствие неэквивалентных магнитных ионов с разными зарядами. Это могут быть ионы разных переходных металлов или ионы одного элемента, но разной валентности.
Магнитная структура инверсно-симметрична и зарядовая тоже, но их центры симметрии различны. Таким образом, система в целом теряет элемент симметрии и может стать сегнетоэлектрической.
- Появление сегнетоэлектричества в неколлинеарных магнетиках

В настоящее время в литературе существуют две теории, объясняющие возникновения сегнетоэлектричества в неколлинеарных магнетиках

Одна объясняет появление поляризации фрустрированным магнитным состоянием. При конкуренции двух типов обменного взаимодействия устанавливается волна спиновой плотности определённого вида. Пока эта волна инверсно-симметрична, поляризации нет. При дальнейшем понижении температуры симметрия волны понижается, и поляризация приобретает отличное от нуля значение.

Другая модель предполагает, что сегнетоэлектрическое упорядочение в такого вида мультиферроиках появляется вследствие взаимодействия Дзялошинского-Мория.

У многих антиферромагнетиков особенности кристаллической структуры таковы, что атомы, относящиеся в подрешёткам с противоположно направленными намагниченностями, находятся в не совсем эквивалентных кристаллографических положениях. По этой причине, силы магнитной анизотропии, ответственные за ориентацию магнитных моментов относительно кристаллографических осей, могут оказаться для этих атомов неодинаковыми. В результате намагниченности подрешёток станут неколлинеарными, нарушится их точная взаимная компенсация и возникнет небольшая спонтанная намагниченность. Явление возникновения этой спонтанной намагниченности было названо слабым ферромагнетизмом. Его теоретическое описание было дано Дзялошинским, а затем дополнено, поэтому тип анизотропного взаимодействия в антиферромагнетике, приводящий к возникновению слабого ферромагнетизма называют эффектом Дзялошинского-Мория.

Известные неколлинеарные мультиферроики второго типа являются манганитами.
 В результате эффекта Дзялошинского-Мориа происходит смещению ионов О, расположенных между ионами Mn. При этом оказывается, что в спиральном состоянии взаимодействие Дзялошинского-Мориа смещает все кислороды в одном направлении, перпендикулярном спиновой цепочке. Поскольку ионы кислорода заряжены отрицательно, а ионы марганца, образующие спиновую цепочку, положительно, возникает электрическая поляризация.